# 爱的赞歌
爱的赞歌（法語：Hymne à l'amour，法語發音：[imn a lamuʁ]），又譯為愛的頌歌，是法国女歌手艾迪特·皮雅芙（Édith Piaf）的一首歌曲，由艾迪特·皮雅芙作词、玛格丽特·莫诺作曲，1950年发布，此后出现多个语言的翻唱版本，并流传至今。

## 创作背景
《爱的赞歌》是皮雅芙1949年为其情人马塞尔·塞尔当所写的歌曲，但塞尔当于1949年10月28日由巴黎赴纽约途中遭遇空难身亡。1950年5月2日，皮雅芙录制了这首歌曲。

## 改编
埃迪·康斯坦丁将此歌曲译成英文《Hymn to Love》，1956年收录于皮雅芙的英文专辑《La Vie En Rose / Édith Piaf Sings In English》，2003年辛蒂·羅波翻唱了这一版本。1952年，填词人杰弗里·帕森斯将《爱的赞歌》填以英文歌词，题为《If You Love Me (Really Love Me)》，较有名的翻唱者包括雪莉·貝西（1959年）、布伦达·李（1961年）等。
1951年，《爱的赞歌》传入日本后由岩谷时子译成日文，1952年由越路吹雪演唱，由此成为越路吹雪的代表曲目，收录该歌曲的CD等销量已逾200万张。1969年，越路吹雪在当年的NHK红白歌合战中演唱了《爱的赞歌》，这也是该歌曲在红白歌会上的首唱。此外，该歌曲的其他日文译者包括永田文夫、美轮明宏等。山口百惠、澤田研二、美空雲雀、宇多田光等歌手也曾翻唱《爱的赞歌》，但宇多田光版本的标题与其他翻唱版本不同，为《Hymne à l'amour ～愛的禮讚～》（见下节），其他翻唱版本大多使用岩谷时子版的标题。
香港填词人周耀輝于2006年将该歌曲重新填词为《给你》，由黃耀明演唱，并收录在黄耀明专辑《若水》中。

## 宇多田光版本
Hymne a l'amour ～愛的禮讚～（Hymne a l'amour ～ai no ansemu～）為宇多田光第五張數碼單曲，收錄在2010年11月24日發行的精選輯《Utada Hikaru SINGLE COLLECTION VOL.2》中。是精選輯《Utada Hikaru SINGLE COLLECTION VOL.2》的先行數碼單曲，本曲為百事可樂的2010年NEX老歌翻唱系列廣告的主題曲之一，宇多田光本人亦出演CM。
本曲翻唱自1950年經典法語歌曲《Hymne a l'amour》，原唱者法国香頌天后Edith Piaf。
歌詞中有日語及法語部份，會分成五部份，分別在9月28日至10月9日期間開始進行音樂下載，EMI的官網中也有15秒試聽。
該曲在在音樂下載不久後即登上iTunes下载量的第一位(10月10日)。

## 影视中的引用
《爱的赞歌》作为皮雅芙的代表作之一，出现于讲述皮雅芙一生的电影《玫瑰人生》中。2014年NHK晨间剧《花子与安妮》第95集结尾处插曲为美轮明宏自己翻译并演唱的《爱的赞歌》，美轮明宏亦担纲该剧的旁白。

## 奥运会中的引用
2021年8月8日，milet在2020年夏季奥林匹克运动会闭幕式现场演唱《愛的讚歌》。
2024年7月26日，席琳·迪昂在2024年夏季奥林匹克运动会开幕式火炬点火时在埃菲尔铁塔上演唱了《愛的讚歌》。

## NHK红白歌合战演唱纪录
- 第20回（日语：第20回NHK紅白歌合戦）（1969年）：越路吹雪演唱。
- 第33回（日语：第33回NHK紅白歌合戦）（1982年）：菅原洋一（日语：菅原洋一）演唱。
- 第56回（日语：第56回NHK紅白歌合戦）（2005年）：美川憲一演唱（歌词为永田文夫版）。
- 第65回（2014年）：美輪明宏演唱（日语歌词为美轮明宏版）。
- 第67回（2016年）：大竹忍演唱。